# Maoris

Bandera nacional maori des del 2009.

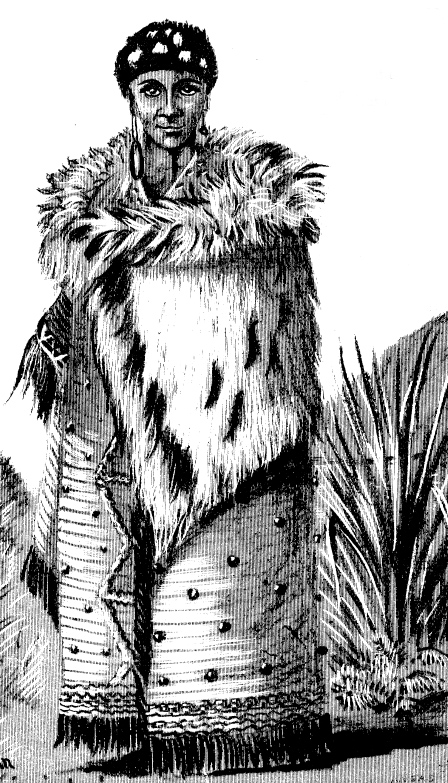
Dona maori de la tribu "Ngāti Mahuta".

Els maoris (Māori en maori) són una ètnia polinèsia autòctona de les illes de Nova Zelanda, a l'oceà Pacífic sud. La paraula maori significa "comú, normal", en la llengua maori i també en altres idiomes de la Polinèsia. Maoli, en la llengua de Hawaii, vol dir nadiu, indígena, verdader, real. El seu idioma es diu maori.

## Orígens dels maoris
Nova Zelanda va ser un dels darrers llocs de la Terra a ser conquerit i colonitzat. Nova Zelanda, un dels extrems de la gran àrea polinèsia, era habitada abans de l'arribada dels europeus per pobles maoris que, segons la tradició, s'hi van establir en successives migracions encetades cap al segle x i concloses en el segle xiv procedents de la Polinèsia oriental (Illes Cook o fins i tot Hawaii). Probablement els maoris hi van arribar entre els anys 500 aC. i 1300 aC.. Aquests pobles van haver d'adaptar la seva economia i la seva organització social a les noves condicions ambientals i, isolats de la resta del món, van crear una cultura original.
Les proves arqueològiques i lingüístiques (Sutton, 1994) suggereixen que probablement les onades de migracions van venir de l'est de Polinèsia fins a Nova Zelanda entre el 800 i el 1300 aC.. La tradició oral maori descriu l'arribada dels avantpassats provinents de Hawaiki (un lloc llegendari en la part tropical de la Polinèsia) per grans canoes que travessaven els oceans (waka).
No hi ha cap prova d'instal·lació humana a Nova Zelanda abans dels viatjadors maoris; d'altra banda, les proves d'arqueologia, lingüística i antropologia física indiquen que els primers pobladors van venir de l'est de Polinèsia.
Segons la mitologia maori, els avantpassats dels maoris serien originaris d'una mítica terra anomenada Hawaiki, que se situaria a l'oest. Hauria estat el lloc de partida d'on van migrar els polinesis cap a les diferents illes. Segons les seves llegendes, els maoris van migrar partint de Hawaiki en direcció d'Aotearoa amb set barques que van fundar les set tribus originàries. Igualment es diu que les ànimes dels morts surten del cap Reinga, situat en l'extrem nord-oest de l'Illa del Nord, cap a Hawaiki.

## Cultura

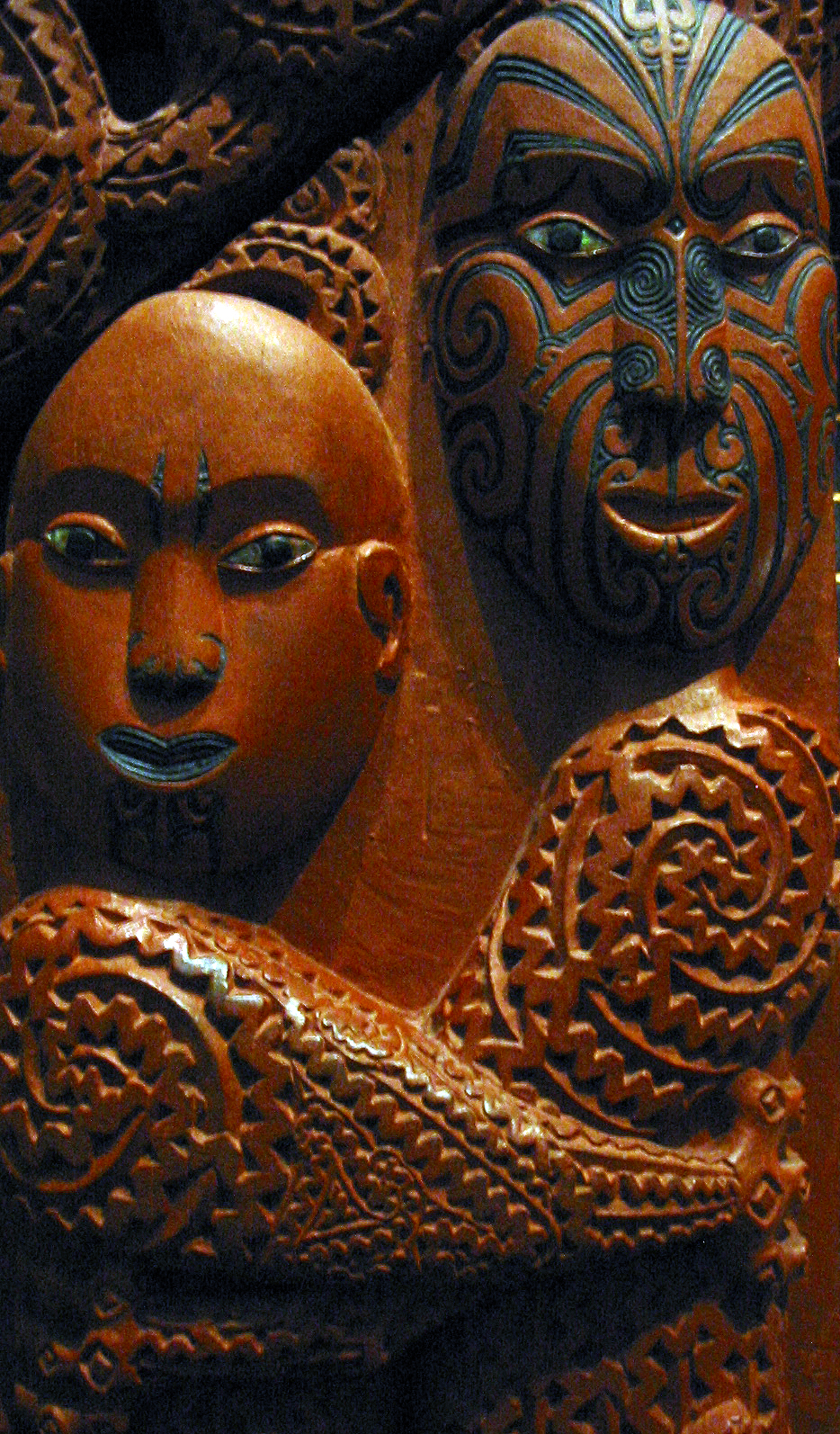
Parella maori, es distingeix el guerrer pels seus tatuatges

El maori va ser exportat a Nova Zelanda per polinesis que presumiblement vivien en l'àrea de Tahití, i que probablement van arribar en canoes dobles.
Cap al 2004, l'ús de molts dels dialectes menors havien disminuït gairebé fins a l'extinció; els estudiants més nous i els parlants tradicionals utilitzaven els estàndards oficials o el maori de la televisió. Tanmateix, les variants regionals són encara presents en diferents llocs web i fins i tot entre parlants i subtituladors de la televisió maori.
L'arribada a les illes va significar un canvi cultural de poble marí del tròpic a poble caçador de clima temperat, amb escassos recursos alimentaris: animals domèstics i cultius tropicals, adaptables al nou clima. Abans de l'arribada de les primeres persones, el 80% de la terra estava coberta per boscos, i també existien prades i estepes de tipus tussock en el terç occidental de l'Illa del Sud, més exactament a les planícies de Canterbury.
És probable que els indígenes peruans comerciessin amb els polinesis de les Marqueses o altres illes, el que pot explicar que el moniato (Ipomoea batates), planta americana, arribés tan aviat fins a Nova Zelanda.
Les moas i altres aus autòctones que eren caçades pels maoris, es van extingir al voltant de l'any 1500 relativament poc després de la seva arribada. Va facilitar la seva extinció la seva baixa reproducció, ja que no es va donar una suficient taxa de reposició davant del ritme amb què eren caçats; tanmateix, alguns opinen que va existir petits grups de moas fins a finals del segle xviii o fins a inicis del segle xix. Es compta algun albirament per part de mariners a les ordres de James Cook i criden l'atenció l'estat de conservació d'algunes plomes d'aquestes aus.
A partir de les premisses d'un antic estil de la Polinèsia centre oriental, van arribar a les realitzacions ornamentals que caracteritzen el seu art. L'escultura, la seva manifestació més representativa, comprèn tres tipus d'obres: estàtues de bony rodó, frisos ornamentals, i proes i popes de piragües tallades. Els temes preferits són la figura humana estilitzada i els motius geomètrics; és rara la representació d'animals. Gairebé tota l'escultura té valor funcional i decoratiu, llevat d'algunes imatges de significat religiós, com la de Marakihau, el mític ser marí de rostre humà i llengua bífida que es representa esquemàticament, amb les mans obertes sobre el ventre, llaurat en relleu sobre una placa rectangular, de vegades calada. El tret més característic és l'espessa decoració incisa.
Hi ha estatuetes masculines, amb rostres i cos cobert de dibuixos a tall de tatuatges i el cap adornat amb cabell natural, semblants en molts aspectes a les trobades a Tonga, Cook i Hawaii. Potser són les úniques imatges objecte de culte.
En el relleu, l'art maori fa gala de tota la seva habilitat tècnica. La figura humana, aïllada o en grup, es destaca sobre un fons de motius geomètrics calats; el rostre es caracteritzava per una gran boca, de la qual sol sortir una llengua triangular, amb el llavi superior molt arquejat, en forma de vuit. La decoració de motius corbs i en espiral, junt amb la figura humana, apareix en les parts tallades de les piragües i als tatuatges facials o mokos.
Entre els millors exemples de l'art maori s'ha de recordar els ornaments pectorals de jade, llaurats en forma del mític hei-tiki, ser humà de cos deforme, les maces de guerra, fetes de fusta o d'os, i els grans estoigs de fusta. En tots aquests objectes la trama del dibuix s'estén en volutes i meandres d'exquisides elegància i sensibilitat decorativa.
L'anàlisi de la música maori permet seguir l'evolució de la música polinèsia, ja que sembla que Nova Zelanda ha conservat la tradició més pura. El cant èpic commemoratiu i narratiu, i el cant que acompanya la dansa són les dues principals manifestacions de la música popular neozelandesa. És pobra la tradició instrumental: es coneixen alguns tipus de flauta, denominades putorino i koauau. S'empren tambors, però no per marcar el ritme de la dansa, sinó com a mitjà de comunicació entre llocs llunyans. El ball nacional, l'haka, es marca amb palmes i colpejant el terra amb els peus.
L'antiga música popular dels maoris es componia, gairebé completament, de cançons, les waiata, dividides en diversos grups, segons el seu estil i la seva funció ritual o social. En especial, l'èpica guerrera troba la seva expressió natural a les emfàtiques i declamatòries figures rítmiques de l'haka: són crits i cops rítmics que han d'intimidar l'adversari i infondre valor guerrer maori. En l'actualitat, aquesta dansa s'executa en cerimònies de recepció a visitants estrangers.
Aquesta música maori ha sobreviscut fins avui entre els grups més primitius, a través d'un llarg procés de decadència i corrupció. Els cants presenten un ritme molt controlat i limitades variacions melòdiques. Les cançons èpiques i narratives evoquen els esdeveniments de la història i de la mitologia nacional, i comprenen nombrosos himnes festius.
A la seua religió tradicional es creu en una divinitat de la vegetació que va véncer l'obscuritat anomenat Tane-Tanenuirange, i en les divinitats Rangi i Papa (que són el cel i la terra respectivament), que són considerats els pares de la mitologia maori i foren separats pels seus setanta fills.

### Canoes

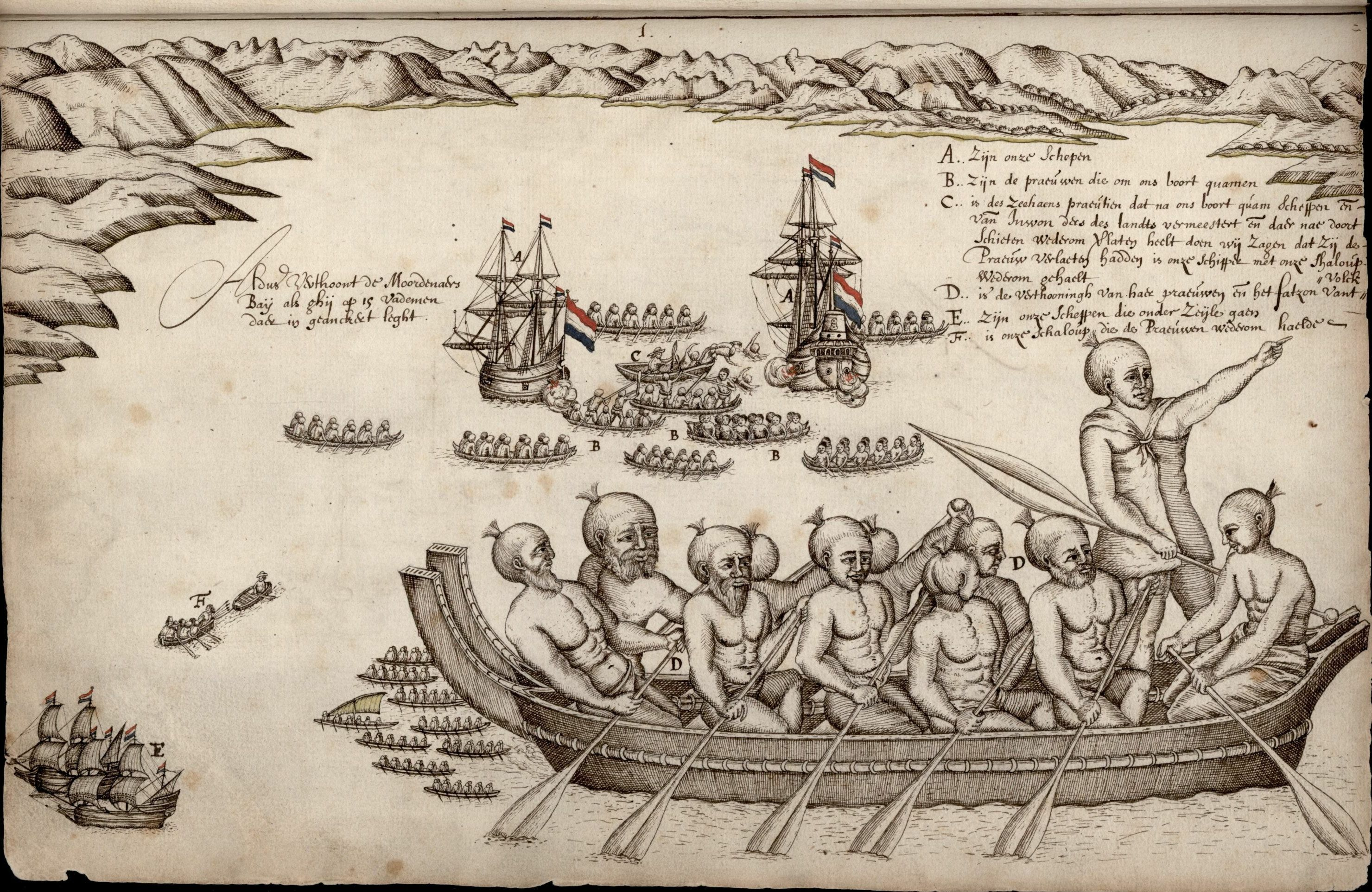
El primer contacte entre els maoris i els europeus, el 1642.

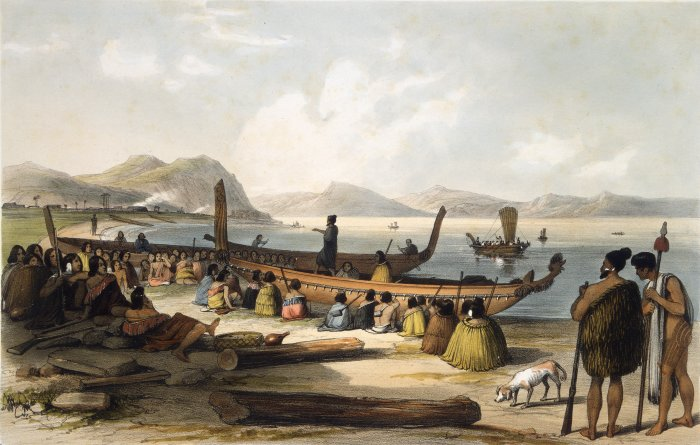
Waka taua (canoes de guerra) a la badia de les Illes, 1827–8

### Waka taua (canoes de guerra)
Waka taua (canoes de guerra) són grans canoes tripulades per fins a 80 remers i arriben a fer fins a 40 m de longitud. Les waka de gran volum, com la Nga Toki Matawhaorua, que en general són esculpides i decorades amb dissenys complexos, consten d'un casc format per un sol tronc buit, juntament amb una proa esculpida verticalment i una porta posterior. La borda és elevada en alguns casos per una taula contínua que evita distorsions dels components del casc principal quan s'utilitza en mar oberta. Algunes vegades se'n reforça el casc, com en la Te Winika, un disseny d'uns 200 anys. El casc de la Te Winika és reforçat per un forrellat o cordill que creua tota la llargària del casc tant per dins com per fora just per sobre del nivell de l'aigua quan l'embarcació és carregada. El ressorgiment de la cultura maori ha propiciat un augment del nombre de waka taua construïdes, en general per grups tribals per a ús cerimonial. Tradicionalment la canoa de guerra era tapu (sagrada). No es permetia menjar cuit en l'embarcació i la waka s'abordava per la borda, no per la proa ni la popa, decorades amb poderosos símbols. Les canoes en general es pintaven de blanc o negre; el negre representa la mort. El color principal n'era el roig, que és sagrat. Algunes vegades una waka es col·locava en vertical com a senyal d'un cap mort. Els maoris explicaren als missioners europeus que durant la Guerra dels Mosquetes les batalles entre waka es feren a la mar per tal d'arremetre contra els waka enemics a altes velocitats. L'embarcació que envestia acabava damunt de la borda enemiga i l'enfonsava o la feia bolcar. Els enemics morien en l'envestida, se'ls deixava ofegar, eren capturats per a festins caníbals, o servien d'esclaves si eren dones.

## Moviment de la monarquia maori

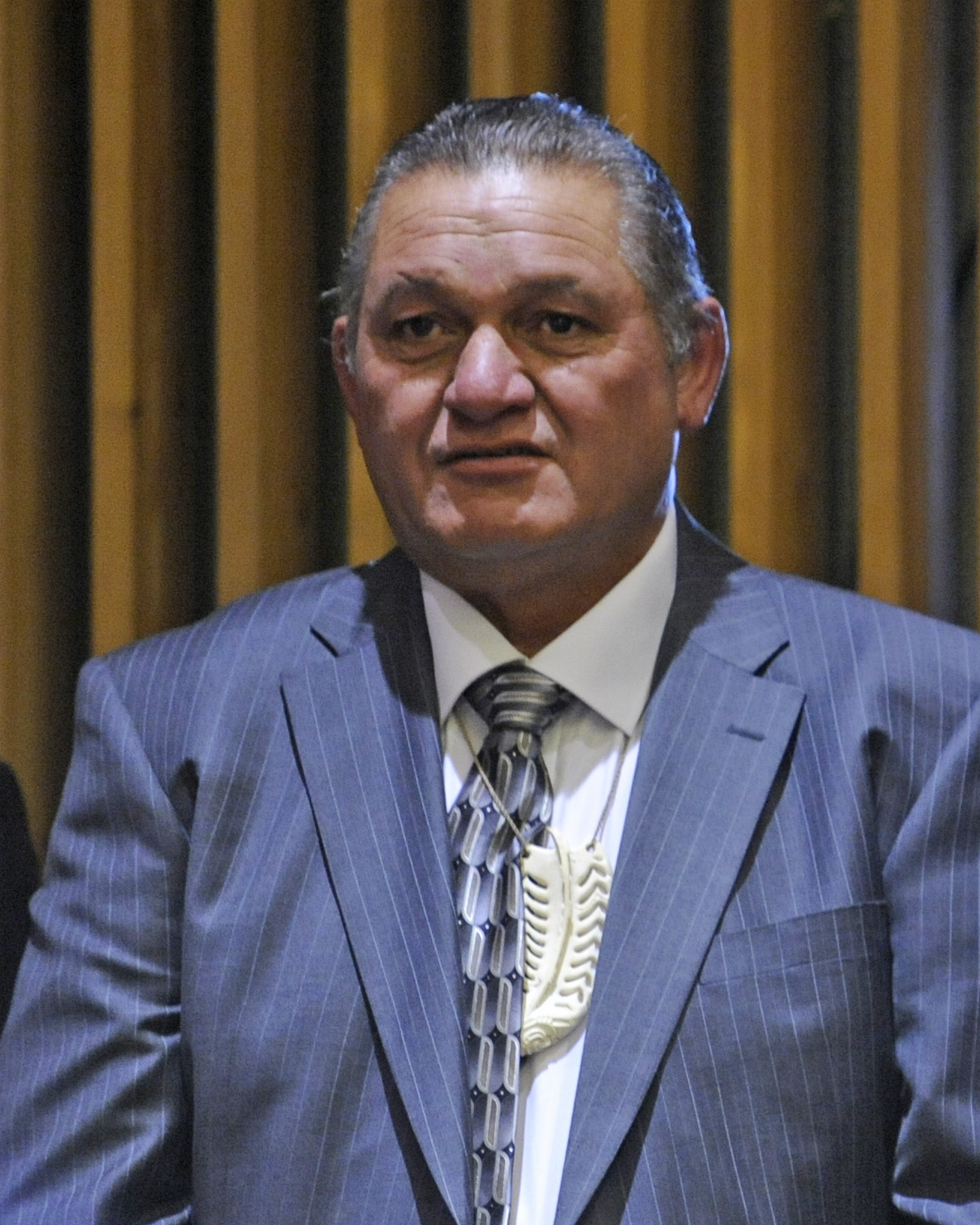
Setè rei maori Kiingi Tuheitia Pootatau Te Wherowhero VII (Nova York, 2009)

La monarquia maori és un acord entre la majoria de les tribus maoris de Nova Zelanda que, des de 1858, trien un rei per representar-les davant les autoritats de Nova Zelanda i del món. Tot i que el rei maori no té cap funció política oficial dins l’estructura política de Nova Zelanda, és reconegut com a tal i té un gran poder moral i reconeixement polític. El càrrec no té caràcter necessàriament hereditari.
El 30 d'agost de 2024 va morir el setè rei Kiingi Tuheitia Pootatau Te Wherowhero VII, que va ser al tron durant divuit anys, després de substituir la seva mare. La seva mort va commocionar Nova Zelanda i va remarcar la complexitat de la doble identitat del país, ja que Nova Zelanda també té com a rei Carles d’Anglaterra. La seva filla Nga Wai Hono i te po Paki va accedir al tron el 5 de setembre de 2024, sent la segona dona que accedeix al tron.

## Lli de Nova Zelanda
Phormium és un gènere de plantes, que conté dues espècies, dins la família de les asfodelàcies. Una de les espècies és endèmica de Nova Zelanda i l'altra espècie és una planta nativa de Nova Zelanda i l'illa Norfolk. Les dues espècies es coneixen a Nova Zelanda com a 'flax' (lli) però no hi estan emparentades.